# Baggängen
Baggängen är ett bostadsområde i Karlskoga längs med Baggängsvägen. Baggängen angränsar till Skranta, Aggerud, Stråningstorp och Häsängen. I Baggängen ligger Baggängens vårdcentral. Bebyggelsen karaktäriseras av lägenheter som byggdes under åren 1960–1970.

## Historik
År 1763 bodde totalt nio personer i dagens Baggängen.
År 1973 fanns cirka 1000 lägenheter i Baggängen varav 250 stod tomma. Bebyggelsen var ensidigt befolkad, framför allt av barnfamiljer. På 1980-talet ökade attraktiviteten och vakansgraden sjönk i området, från att till en början ha varit utan verksamheter etablerade sig ett flertal företag, bland andra Bofors Elektronik och Transcom. Tiotal år senare hade vakansgraden ökat och bostadsområdet blev föremål för omfattande rivningar.
Baggängen ingår i det bostadsområde i Karlskoga där andelen barn i ekonomiskt utsatta familjer i Karlskoga är som allra störst, 60–90 procent av barnen bor i ett ekonomiskt utsatt hushåll.
Under Coronaviruspandemin 2019–2021 öppnade en tillfällig vaccinationsmottagning i Baggängen.